# ماديسون روزويل سميث
ماديسون روزويل سميث هو محامي ودبلوماسي وسياسي أمريكي، ولد في 9 يوليو 1850، وتوفي في 18 يونيو 1919 في فارمنغتون في الولايات المتحدة. نشط حزبياً في الحزب الديمقراطي. وقد انتخب عضو مجلس ولاية ميزوري ‏ وانتخب عضو مجلس النواب الأمريكي ‏.